# Jaciment arqueològic de Brahmagiri
El jaciment arqueològic de Brahma-giri (‘pujol de [el déu] Brama’) és un jaciment arqueològic situat prop de la ciutat índia de Siddapur, al districte de Chitradurga (estat de Karnataka).
La llegenda diu que en aquest lloc van viure Gótama Maharishi -que no ha de confondre's amb Gautama Buda- i la seva esposa Ajalia. Gautama és considerat un dels Sapta Rishi -els ‘Set Savis'- i va ser autor d'alguns himnes del Rigveda, el text més antic de l'Índia, de mitjan mil·lenni II aC.

## Història

### Primera exploració
Aquest lloc va ser explorat per primera vegada el 1891 per B. L. Rice (1837-1927), qui va descobrir dos edictes en roca de l'emperador Aixoka. En els edictes. datats cap al 230 aC., s'indicava que aquesta localitat es denominava originalment Isila, i era el punt més al sud de l'imperi Maurya.
El pujol Brahmagiri és un aflorament de granit que s'eleva uns 180 m per sobre de la plana circumdant i mesura al voltant de 500 m d'est a oest i 100 m de nord a sud. És conegut per la gran quantitat de monuments megalítics que s'han trobat aquí. El primer assentament humà que s'ha trobat aquí ha estat datat en almenys del mil·lenni II aC.

### Excavació
El 1947, l'arqueòleg escocès Mortimer Wheeler (1890-1976) va excavar el lloc en nom del Servei Arqueològic de l'Índia Nou anys després, el 1956, Seshadri va reprendre les excavacions; i Amalananda Ghosh va fer el mateix el 1965 i el 1978.

## Troballes arqueològiques
Les excavacions van revelar temples medievals de pedra, ceràmica, granadures i figures de terracota, pedres semi-preciosses i estructures megalítiques.
Es van trobar rastres de cultures microlítiques, neolíticas, de l'Edat del ferro, de l'Imperi Maurya i chalukia-hoysala.
Com el llogaret on Wheeler va trobar restes microlítiques es deia Roppa, la va cridar «cultura roppa». Gràcies als neolits que va trobar va deduir que eren evidència de que aquesta regió havia estat ocupada per comunitats agrícola-ramaderes en el període pre-megalític.
L'any 1947, Mortimer Wheeler va fer més excavacions a Brahmagiri, i va trobar deu estructures domèstiques i les va classificar com a pertanyents a una seqüència de tres etapes culturals:
- període I (neolític o neolític-calcolític).
- període II (megalític) i
- període III (una cultura històrica primerenca).[1][6]

Va trobar també un cementiri de 300 tombes, amb enterraments realitzats en tombes rectangulars, circulars -amb pedres que envolten les cistas de granit- i urnes-pous circulars. Les tombes també incloïen objectes com a recipients amb grafits, comptes de pedra i de ferro, i eines de coure.

### Període I (neolític)
Wheeler va datar aquest període entre principis del mil·lenni I aC. i el segle II aC. Els objectes que va trobar en aquest període incloïen un gran nombre de destrals de pedra polida de diabasa, micròlits com a mitges llunes, burís i ganivets fets de jaspi, àgata, cornalina i òpal, i ornaments usats pels éssers humans, com a anells de bronze i comptes de magnesita, àgata i cargols de mar.
També va trobar recipients fets a mà amb ceràmica grisa treballada toscament, i amb formes com a gots globulars, bols poc profunds i tasses amb bec. En aquest període, els nens eren enterrats en urnes de ceràmica, amb el cos doblegat, mentre que els adults eren enterrats en fosses de forma allargada.

### Període II (megalític)
Wheeler va calcular que aquest període va estar entre el segle II aC. i intervinguts del segle I. Va descobrir que els éssers humans que van habitar Brahmaguiri durant aquest període van utilitzar el ferro per a les seves eines agrícoles -com a falçs- i per a les seves armes -com a llances, espases i puntes de fletxa-.
La ceràmica d'aquest període tenia formes semiesfèriques, com a recipients profunds, tapes amb forma d'embuts, plats profunds i olles amb tres potes, entre d'altres. Els gots apareixen en tres tipus:
- ceràmica polida negra i vermella
- ceràmica negra
- ceràmica mat i brillant[2]

En aquest període els enterraments es realitzaven en tombes de pedra o fosses excavades que s'envoltaven amb roques disposades en forma de cercle o de diversos cercles concèntrics. Les cistes també contenien atuells funeraris i objectes -com a comptes i implements de ferro-.

### Període III (cultura històrica primerenca)
Wheeler va datar aquest període entre el segle II aC. fins a la meitat del segle I. En aquest període es va començar a fabricar ceràmica sofisticada mitjançant el torn de terrissaire. Els recipients es feien amb formes com a plats poc profunds, copes i gots, recoberts amb pintura vermellós i dibuixos geomètrics de color blanc. Entre els adorns es fabricaven braçalets de cargol de mar, ceràmica, os, vidre i or, i comptes de magnesita, àgata, cornalina i terracota.